# Lynn Klesser
Lynn Klesser (* 21. Juni 2001 in Niedorp) ist eine niederländische Handballspielerin auf der Position der Kreisläuferin. Als Beachhandballspielerin gehört sie der A-Nationalmannschaft der Niederlande an.

## Hallenhandball
Lynn Klesser spielt seit 2007 für JuRo Unirek/V.Z.V. aus 't Veld in der Provinz Noord-Holland. Mittlerweile spielt sie für die erste Mannschaft in der ersten niederländischen Liga. 2019 und 2020 wurde sie mit der Mannschaft Ligadritte.
Mehrfach spielte Klesser mit ihrer Mannschaft in Europapokalwettbewerben. 2017/18 erreichte die Mannschaft die dritte Runde des EHF Challenge Cups, 2019/20 schied sie erst im Viertelfinale des danach aus COVID-19-Pandemiegründen abgebrochenen Wettbewerbs aus. 2020/21 war das Team für den EHF European Cup qualifiziert, trat aber aus Pandemiegründen nicht zu ihren Spielen in der dritten Runde gegen die  Spono Eagles an.

## Beachhandball

### Jugend und Juniorinnen
Ihre bislang größeren Erfolge erreichte Klesser im Beachhandball, wo sie 2016 in Nazaré erstmals an Junioreneuropameisterschaften (U 16) teilnahm. Die EM gestaltete sich von Beginn an positiv für die Niederländerinnen, die alle drei Spiele in der Vorrunde gewinnen konnten. Nach Siegen im Viertelfinale über Italien und gegen Norwegen im Halbfinale wurde das Finale gegen Spanien erreicht. Die Ibererinnen wurden in zwei Sätzen geschlagen, wobei vor allem der erste Durchgang deutlich an die Niederländerinnen ging. Klesser bestritt alle sechs möglichen Spiele und erzielte dabei 16 Punkte. Abgesehen vom Viertelfinale und dem Finale erzielte sie in jedem der Spiele vier Punkte.
Auch 2017 gehörte Klesser am Jarun-See bei Zagreb zum niederländischen Aufgebot bei den Junioreneuropameisterschaften (U 17). In der Vorrunde gelangen gegen die Ukraine, Rumänien, Polen und Deutschland klare Zweisatzsiege, nur beim letzten Spiel gegen den Mitfavoriten Ungarn gewannen die Niederländerinnen erst im Shootout. Im zweiten Vorrundenspiel steuerte sie mit 12 die meisten Punkte ihrer Mannschaft bei, im dritten Spiel mit zehn Punkten gemeinsam mit Anna Buter die meisten und im letzten Vorrundenspiel allein mit 12 Punkten. Als unbesiegte Gruppenerste gingen die Niederländerinnen in die K.-o.-Spiele. Auch das Viertelfinalspiel gegen Litauen wurde klar gewonnen, erneut war Klesser nun mit acht Punkten beste niederländische Werferin. Im Halbfinale wurde Deutschland im Shootout besiegt. Das Finale gegen die Auswahl Portugals wurde in zwei hart umkämpften Durchgängen gewonnen, in denen sie fünf Punkte beitrug, und die Niederländerinnen gewannen erneut den Titel. Klesser traf in acht Spielen zu 61 Punkten. Klesser wurde zur besten Spielerin des Turniers gewählt.
Im Monat darauf gehörte Klesser zur niederländischen Auswahl, die an den erstmals ausgetragenen U-17-Weltmeisterschaften in Flic-en-Flac auf Mauritius teilnahmen. Nach einem deutlichen Sieg über Taiwan in ihrer Vorrundengruppe waren sie als erste der Gruppe für die Hauptrunde qualifiziert, da die beiden anderen Gruppengegnerinnen aus Brasilien und Togo ihre Mannschaften zurückgezogen hatten. In der Hauptrunden-Gruppe wurden mit Kroatien, Argentinien und Ungarn drei Weltklasse-Nachwuchsmannschaften besiegt, wenngleich Argentinien und Ungarn erst im Shootout. Verlustpunktfrei gingen die Niederländerinnen in die K.-o.-Spiele. Nach einem Sieg im Viertelfinale über Thailand wurde im Halbfinale Argentinien besiegt. Erst im Finale musste Klesser mit ihrer Mannschaft die erste Niederlage des Turniers hinnehmen, sie unterlagen Ungarn im Shootout.
Auch bei den U-18-Junioreneuropameisterschaften 2018 in Ulcinj, Montenegro, gehörte Klesser zum niederländischen Aufgebot. Alle drei Spiele der Vorrunde gegen die Ukraine, Montenegro und Litauen wurden klar gewonnen. In den beiden ersten Spielen war sie mit zehn und 12 Punkten beste Werferin der Niederlande, im dritten Spiel traf sie in der Defensive aufgeboten nur zu einem Punkt. Das Viertelfinale gegen die Kroatinnen gewannen die Niederländerinnen einschließlich von vier Punkte von Klesser in zwei Sätzen. Im Halbfinale wurde Deutschland besiegt, Klesser traf einmal mehr als beste Niederländerin zu 16 Punkten. Im Finale gab es gegen die Mannschaft Ungarns die erste Niederlage des Turniers, Klesser war gemeinsam mit Marit van Ede mit acht Punkten beste Scorerin ihrer Mannschaft. In sechs Spielen traf Klesser zu 51 Punkten.

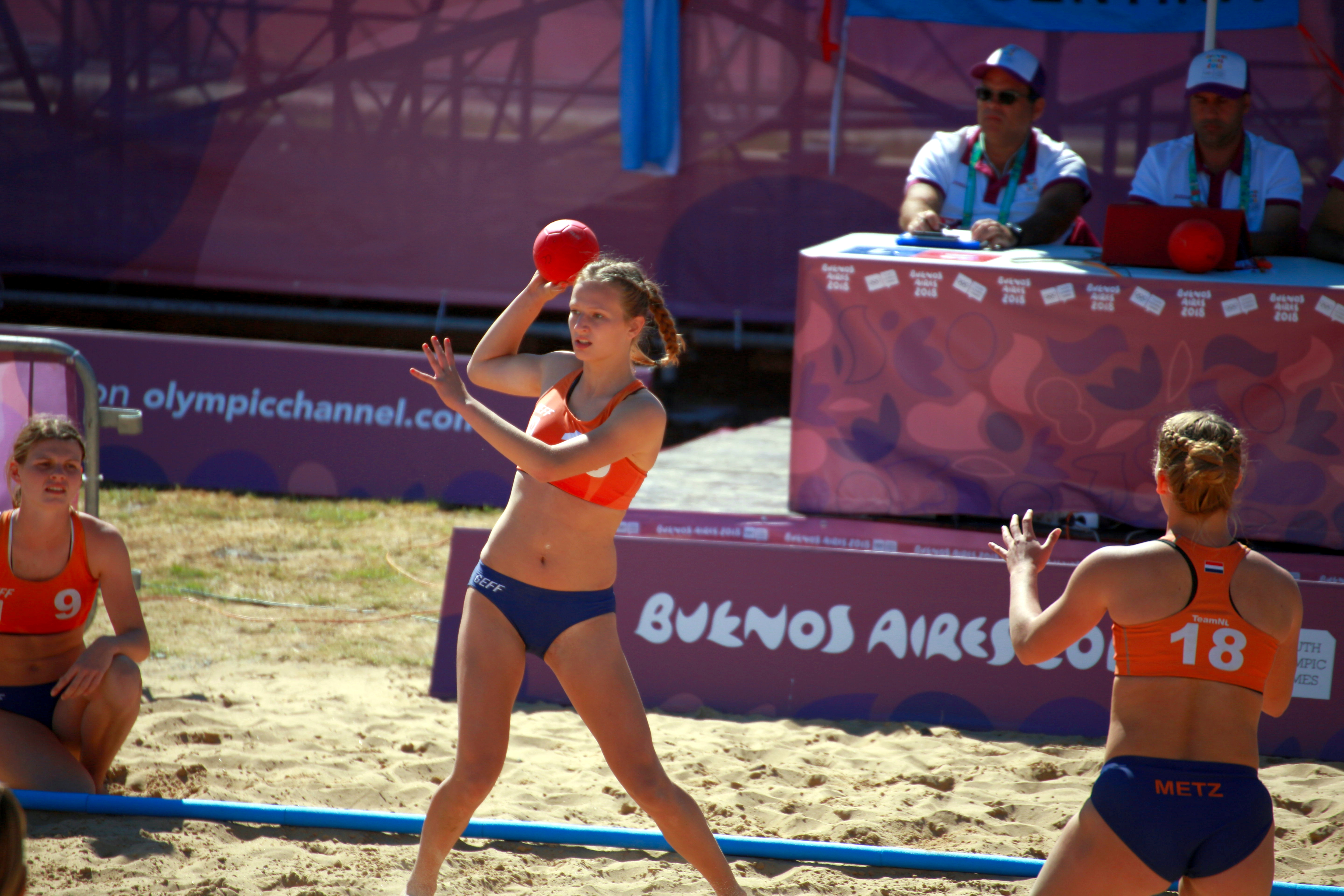
Klesser mit Buter (links) und Metz (rechts) im Vorrundenspiel der Olympischen Jugendspiele gegen Argentinien

Zum Höhepunkt und Abschluss der Juniorinnenzeit wurde die Teilnahme an den Olympischen Jugend-Sommerspielen 2018 in Buenos Aires, bei denen erstmals im Rahmen Olympischer Spiele Beachhandball ausgetragen wurde. Beim ersten Sieg gegen Paraguay war Klesser noch wenig treffsicher. Beim deutlichen Sieg über Hongkong erzielte sie 12 Punkte und war damit gemeinsam mit Nyah Metz zweitbeste Werferin nach Marit van Ede. Zudem gab sie zwei Assists und ihr gelangen je ein Block und ein Steal. Beim Sieg gegen die Türkei war sie mit acht Punkten hinter Amber van der Meij erneut zweitbeste niederländische Werferin. Zudem gab sie zwei Assists. Auch beim Sieg über Venezuela war Klesser eine der niederländischen Stützen, trat aber weniger als Weferin, denn als Vorbereiterin in Erscheinung. Mit acht Vorlagen zu Toren ihrer Mitspielerinnen erzielte sie in dem Bereich einen überaus hohen Wert. Beim abschließenden Sieg über die starken Gastgeberinnen war Klesser mit 18 erzielten Punkten die überragende Offensivspielerin auf dem Platz und erzielte zehn Punkte mehr als die zweitbeste Niederländerin Nyah Metz. Allerdings erhielt sie gegen Ende der Partie auch ihre erste Zeitstrafe im Turnier. Die Niederländerinnen zogen als Tabellenerste in die Hauptrunde ein.

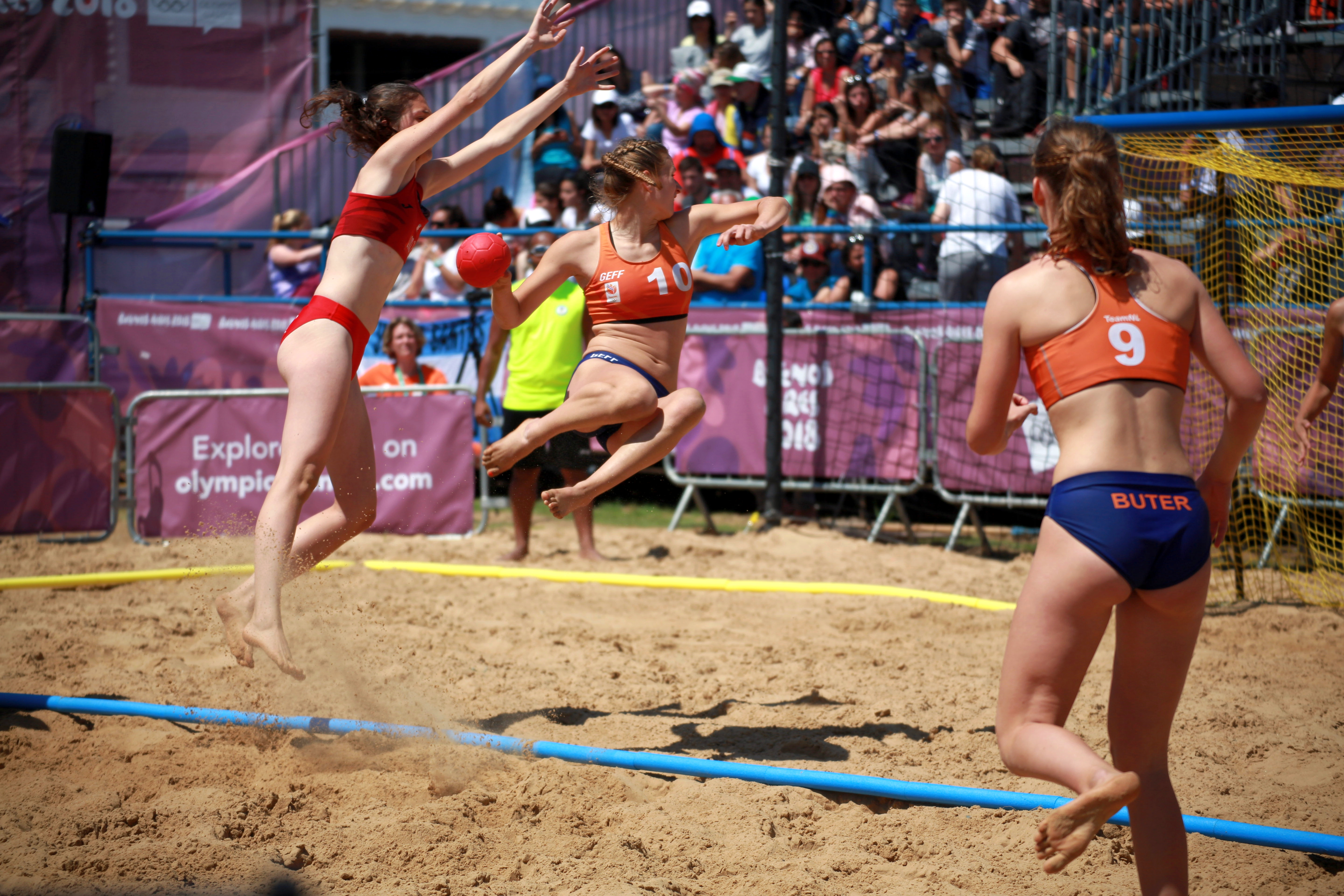
Klesser von Anna Buter beim Torwurf gegen Vanja Perenčević/Kroatien im Halbfinalspiel der Olympischen Jugend-Sommerspiele beobachtet

Beim ersten Spiel in der Hauptrunde, einem 2-1-Sieg im Shootout über Chinesisch Taipeh (Taiwan) konnte Klesser ihre Punktausbeute noch weiter auf 22 erzielte Punkte steigern. Zudem bereitete sie vier weitere Treffer vor, leistete sich aber auch drei schwere Ballverluste. Beim Sieg im Shootout über Kroatien traf Klesser erneut als beste Werferin zu 16 Punkten. Zum Abschluss der Vorrunde wurde gegen die Ungarinnen im Shootout verloren. Trotz der Niederlage erreichten die Niederlande als Gruppenerste die Halbfinals. Nach einem bis dahin überzeugendem Turnier unterlagen sie hier jedoch der Mannschaft Kroatiens klar in zwei Sätzen. Klesser war dennoch mit zehn Punkten wieder beste niederländische Torschützin. Auch das Spiel um die Bronzemedaille verloren die Niederländerinnen gegen die Vertretung Ungarns, die Dauerrivalen der letzten Jahre. Mit neun erzielten Punkten schaffte wie in wenigen anderen Spielen des Turniers keine zweistellige Punktzahl, war dennoch beste Niederländerin und bereitete auch drei Tore vor. Mit ihren 115 Punkten aus den zehn Spielen war Klesser nicht nur die beste Torschützin der Niederlande, sondern auch zweitbeste Werferin des Turniers nach der Russin Anna Iwanowa, die einen Punkt mehr erzielte, aber wie sie drittplatzierte Lin Pin-chun mit 113 Punkten wegen jeweils einem Spiel weniger eine etwas schlechtere Quote hatte. Mit 27 Torvorlagen war sie, hinter Anna Buter mit einer Vorlage mehr, zweitbeste Vorbereiterin ihrer Mannschaft und gemeinsam mit der Kroatin Mia Tupek neuntbeste Vorbereiterin des Turniers.

### Frauen
Im Jahr darauf gehörte van der Klesser zunächst wie ihre langjährigen Nachwuchs-Nationalmannschaftskolleginnen Marit van Ede, Lisanne Bakker, Anna Buter und Amber van der Meij zum Kader der niederländischen Beachhandball-Nationalmannschaft der Frauen für die Beachhandball Euro 2019 in Stare Jabłonki, wurde aber kurz vor Beginn des Turniers durch Manon Zijlmans ersetzt.
Zwei Jahre später gehörte Klesser wie ihre Vereinskameradinnen Anna Buter und Lisanne Bakker zum Aufgebot der Niederlande für die Europameisterschaften im bulgarischen Warna.

## Erfolge
Olympische Jugendspiele
- 2018: Viertplatzierte

Junioren-Weltmeisterschaften im Beachhandball
- 2017: Vizeweltmeisterin

Junioren-Europameisterschaften im Beachhandball
- 2016: Europameisterin (U 16): Europameisterin
- 2017: Europameisterin (U 17): Europameisterin
- 2018: Europameisterin (U 18): Vizeeuropameisterin

## Einzelbelege
1. ↑  Selectie Dames 1. In: VZV Handbal. Abgerufen am 21. Juni 2021 (niederländisch).
2. ↑  Webmaster: Oranje U16 beachhandbal succesvol met VOC. In: VOC Amsterdam. Abgerufen am 2. September 2020 (niederländisch).
3. ↑  European Handball Federation - 2016 Women's ECh Beach Handball 16 / Final Tournament. Abgerufen am 21. Juni 2021 (englisch).Jasper Steenhuis: Oranje beachhandbalsters naar halve finale EK. In: Handbal Inside. 9. Juli 2016, abgerufen am 2. September 2020 (niederländisch).Theo Moras: Maedilon/VZV Beach Handball toernooi. In: Hollands Kroon Actueel. 15. Mai 2017, abgerufen am 2. September 2020 (niederländisch).
4. ↑  European Handball Federation - 2017 Women's Ech Beach Handball 17 / Match Details. Abgerufen am 6. Juli 2020 (englisch).
5. ↑  European Handball Federation - 2017 Women's Ech Beach Handball 17 / Match Details. Abgerufen am 6. Juli 2020 (englisch).
6. ↑  European Handball Federation - 2017 Women's Ech Beach Handball 17 / Match Details. Abgerufen am 6. Juli 2020 (englisch).
7. ↑  handball-world: Beach-EM: Niederlande und Spanien sichern sich Titel bei der U17. Abgerufen am 21. März 2022.European Handball Federation - 2017 Women's Ech Beach Handball 17 / Match Details. Abgerufen am 6. Juli 2020 (englisch).admin: Great matches on the sand of the first day of EURO | BH Euro 2017 YAC. Abgerufen am 2. September 2020 (amerikanisches Englisch).
8. ↑  Stijn: Klesser beste speelster van het EK. In: Handbal Inside. 20. Juni 2017, abgerufen am 21. Juni 2021 (niederländisch).
9. ↑  DiemerNieuws - 20 juli 2017. Abgerufen am 2. September 2020.
10. ↑  European Handball Federation - 2018 Women's ECh Beach Handball 18 / Match Details. Abgerufen am 2. September 2020 (englisch).
11. ↑  European Handball Federation - 2018 Women's ECh Beach Handball 18 / Match Details. Abgerufen am 2. September 2020 (englisch).
12. ↑  European Handball Federation - 2018 Women's ECh Beach Handball 18 / Match Details. Abgerufen am 2. September 2020 (englisch).
13. ↑  European Handball Federation - 2018 Women's ECh Beach Handball 18 / Match Details. Abgerufen am 2. September 2020 (englisch).
14. ↑  Advance Communications: Nederlands Beach Handbalteam U18 gaat voor Olympisch goud! | Handbalstartpunt - Dé handbalwebsite van Nederland. Abgerufen am 30. September 2019 (niederländisch).
15. ↑  2018 Summer Youth Olympics Official Result Book Beach handball
16. ↑  Oranje. Abgerufen am 21. Juni 2021 (niederländisch).
17. ↑  Diemense Amber van der Meij naar EK. Abgerufen am 21. Juni 2021 (niederländisch).
18. ↑  Bakker, Buter en Klesser in Oranje Dames A selectie Beach Handball. In: VZV Handbal. 3. Juni 2021, abgerufen am 21. Juni 2021 (niederländisch).

| Personendaten    | Personendaten                     |
| ---------------- | --------------------------------- |
| NAME             | Klesser, Lynn                     |
| KURZBESCHREIBUNG | niederländische Handballspielerin |
| GEBURTSDATUM     | 21. Juni 2001                     |
| GEBURTSORT       | Niedorp                           |